# Leandro Domingues
Leandro Domingues Barbosa (sinh ngày 24 tháng 8 năm 1983 ở Vitória da Conquista), còn được biết với tên Leandro Domingues, là một cầu thủ bóng đá người Brasil thi đấu ở vị trí tiền vệ tấn công cho Yokohama F.C..

## Sự nghiệp câu lạc bộ
Sau 4 mùa giải thành công với Kashiwa Reysol, anh được chuyển đến Nagoya Grampus, và bị giải phóng sau một mùa giải rưỡi vào tháng 11 năm 2015. After a brief trở lại Brazil, anh ký hợp đồng với Yokohama FC in mid-season 2017.

## Thống kê sự nghiệp
Cập nhật đến ngày 11 tháng 12 năm 2017.
| Thành tích câu lạc bộ | Thành tích câu lạc bộ | Thành tích câu lạc bộ | Giải vô địch | Giải vô địch | Cúp                   | Cúp                   | Cúp Liên đoàn | Cúp Liên đoàn | International | International | Tổng cộng | Tổng cộng |
| Mùa giải              | Câu lạc bộ            | Giải vô địch          | Số trận      | Bàn thắng    | Số trận               | Bàn thắng             | Số trận       | Bàn thắng     | Số trận       | Bàn thắng     | Số trận   | Bàn thắng |
| Brazil                | Brazil                | Brazil                | Giải vô địch | Giải vô địch | Copa do Brasil        | Copa do Brasil        | Cúp Liên đoàn | Cúp Liên đoàn | International | International | Tổng cộng | Tổng cộng |
| --------------------- | --------------------- | --------------------- | ------------ | ------------ | --------------------- | --------------------- | ------------- | ------------- | ------------- | ------------- | --------- | --------- |
| 2007                  | Cruzeiro              | Série A               | 23           | 7            | -                     | -                     | -             | -             | -             | -             | 23        | 7         |
| 2008                  | Vitória               | Série A               | 15           | 3            | -                     | -                     | -             | -             | -             | -             | 15        | 3         |
| 2009                  | Vitória               | Série A               | 30           | 8            | -                     | -                     | -             | -             | 4             | 0             | 34        | 8         |
| Nhật Bản              | Nhật Bản              | Nhật Bản              | Giải vô địch | Giải vô địch | Cúp Hoàng đế Nhật Bản | Cúp Hoàng đế Nhật Bản | Cúp Liên đoàn | Cúp Liên đoàn | AFC           | AFC           | Tổng cộng | Tổng cộng |
| 2010                  | Kashiwa Reysol        | J2 League             | 32           | 13           | 3                     | 4                     | –             | –             | –             | –             | 35        | 17        |
| 2011                  | Kashiwa Reysol        | J1 League             | 30           | 15           | 3                     | 3                     | 2             | 0             | 3             | 1             | 38        | 19        |
| 2012                  | Kashiwa Reysol        | J1 League             | 28           | 10           | 2                     | 2                     | 3             | 4             | 7             | 5             | 40        | 21        |
| 2013                  | Kashiwa Reysol        | J1 League             | 12           | 2            | 1                     | 0                     | 1             | 0             | 6             | 3             | 20        | 5         |
| 2014                  | Kashiwa Reysol        | J1 League             | 5            | 0            | 0                     | 0                     | 1             | 0             | 0             | 0             | 6         | 0         |
| 2014                  | Nagoya Grampus        | J1 League             | 11           | 2            | 2                     | 1                     | 0             | 0             | 0             | 0             | 13        | 3         |
| 2015                  | Nagoya Grampus        | J1 League             | 3            | 0            | 0                     | 0                     | 0             | 0             | 0             | 0             | 3         | 0         |
| 2017                  | Yokohama FC           | J2 League             | 19           | 3            | 0                     | 0                     | –             | –             | –             | –             | 19        | 3         |
| Tổng cộng             | Brazil                | Brazil                | 68           | 18           | 0                     | 0                     | 0             | 0             | 4             | 0             | 72        | 18        |
| Tổng cộng             | Nhật Bản              | Nhật Bản              | 140          | 45           | 11                    | 10                    | 7             | 4             | 16            | 9             | 174       | 68        |
| Tổng cộng             | Tổng cộng             | Tổng cộng             | 208          | 63           | 11                    | 10                    | 7             | 4             | 20            | 9             | 246       | 86        |

## Danh hiệu

### Câu lạc bộ
Vitória
- Campeonato Baiano: 2002, 2003, 2004, 2005, 2009, 2016
- Copa do Nordeste: 2003

Cruzeiro
- - Campeonato Mineiro: 2008

Kashiwa Reysol
- J2 League: 2010
- J1 League: 2011
- Siêu cúp Nhật Bản: 2012
- Cúp Hoàng đế Nhật Bản: 2012
- J.League Cup: 2013

### Cá nhân
- Cầu thủ xuất sắc nhất J. League: 2011[4]
- Đội hình tiêu biểu J. League: 2011, 2012